# Prochyliza nigricoxa
Prochyliza nigricoxa är en tvåvingeart som först beskrevs av Axel Leonard Melander och Arnold Spuler 1917.  Prochyliza nigricoxa ingår i släktet Prochyliza och familjen ostflugor. Inga underarter finns listade i Catalogue of Life.